# ستانيسلاس ميرهار
ستانيسلاس ميرهار (بالفرنسية: Stanislas Merhar)‏
```
هو 
ممثل
 
فرنسي
، ولد في 24 يناير 1971 
بباريس
 في 
فرنسا
.
[
1
]
[
2
]
[
3
]
```

## وصلات خارجية
- ستانيسلاس ميرهار على موقع IMDb (الإنجليزية)
- ستانيسلاس ميرهار على موقع ألو سيني (الفرنسية)
- ستانيسلاس ميرهار على موقع ميوزك برينز (الإنجليزية)
- ستانيسلاس ميرهار على موقع أول موفي (الإنجليزية)
- ستانيسلاس ميرهار على موقع قاعدة بيانات الأفلام السويدية (السويدية)
- ستانيسلاس ميرهار على موقع ديسكوغز (الإنجليزية)
- ستانيسلاس ميرهار على موقع قاعدة بيانات الفيلم (الإنجليزية)
- ستانيسلاس ميرهار على موقع كينوبويسك (الروسية)